# Kollarix
Kollarix is een geslacht van weekdieren uit de klasse van de Gastropoda (slakken).

## Soort
- Kollarix kollari (L. Pfeiffer, 1856)